# Poppo de Thuringia
Poppo al II-lea (sau Boppo) (d. după 906), membru al familiei Babenbergilor franconieni, a fost duce de Turingia de la 880 până la destituirea sa în 892. Titlul său a fost de dux Sorabici (limitis) sau dux Thuringorum, uneori marchio, anterior având titulatura de comes.
Poppo era fratele mai tânăr al lui Henric de Franconia. Cei doi mai aveau un frate mai mic, pe nume Egino. Probabil toți au fost fiii sau nepoții lui Poppo (I) de Grapfeld.  
Poppo l-a înlocuit pe Radulf al II-lea la conducerea Mărcii sorabe, nu mai târziu de 880. În același an, slavii daleminzi, boemi și sorabi amenințau să invadeze Turingia și să incendieze districtele aflate în posesia acelora slavi care se aliaseră cu germanii. Expediția lui Poppo care a urmat împotriva atacatorilor este consemnată în trei  manuscrise ale Annales Fuldenses în moduri diferite, toate menționând victoria sa.
Motivele care au stat la baza bătăliilor purtate de Poppo în 882, 883 și 884 nu sunt pe deplin cunoscute. În primul dintre acești ani, în fruntea turingienilor, el a pornit un război împotriva saxonilor, la care făcuse apel fratele său Egino, dar a fost înfrânt. În 883 el era din nou în luptă contra lui Egino, care este consemnat drept co-duce al turingienilor, și a suferit o înfrângere categorică, fiind nevoit să se retragă cu doar câțiva oameni rămași în viață.
Poppo a fost privat de funcțiile și titlurile sale în 892. Potrivit cronicii lui Regino de Prüm, Poppo fusese sfătuit de arhiepiscopul Arn de Würzburg să pornească o expediție împotriva slavilor, în care și-a găsit sfârșitul. Dat fiind că Poppo a fost înlocuit în Turingia de către Conrad iar Arn a cedat locul în episcopatul de Würzburg lui Rudolf, ambii din familia Conradinilor, s-a presupus că regele Arnulf de Carintia s-ar fi aflat în spatele acestor dispute dintre familiile Conradinilor și Babenbergilor. Pe de altă parte, Poppo ar fi fost pedepsit pentru nefericita campanie propusă de Arn. Lui i s-au acordat unele noi posesiuni în 899, apoi a devenit conte în Nordgau (Bavaria) din 903 și conte de Volkfeld din 906, decedând la puțină vreme după aceea.